# Juan Bautista Aznar-Cabañas
Pour les articles homonymes, voir Aznar et Cabañas.
Juan Bautista Aznar-Cabañas (né en 1860 à Cadix et mort le 19 février 1933 à Madrid) est un officier de marine et un homme d'État espagnol.

## Biographie
Entré dans la marine de guerre, il fut nommé ministre de la Marine en 1923 sous le gouvernement de García Prieto et promu amiral en 1925.
Le 18 février 1931, il fut nommé à la tête du gouvernement en remplacement du général Dámaso Berenguer. Il dirigea le dernier gouvernement de la monarchie jusqu'au 14 avril, avant l'instauration de la République.